# Палата представників
Палата представників — назва законодавчих органів у багатьох країнах та адміністративних одиницях. У багатьох країнах, Палата представників є нижньою палатою двопалатних законодавчих органів, із відповідною верхньою палатою, що часто має назву «Сенат». У деяких країнах Палата представників є єдиною палатою однопалатного законодавчого органу.
Функції палат представників можуть сильно відрізнятися, в залежності від країни, і залежать від того, яка у країні діє система влади: парламентська або президентська. Члени палати представників, зазвичай, розподіляються відповідно до густини населення, а не за географічним принципом.

## Національні законодавчі органи
Індонезійська Рада народних представників (Індонезія) (індонез. Dewan Perwakilan Rakyat, DPR) загалом відома, як «Палата представників», як і Деван Ракьят Парламенту Малайзії та Дойл Ерен ірландського парламенту Ойрактахс. У проєкті нової Конституції Єгипту 2012 року, Народне зібрання отримало назву «Палати представників».
Термін «Палата представників» у назвах сучасних законодавчих органів використовується у наступних країнах:
| Антигуа і Барбуда       | Палата представників (Антигуа і Барбуда)      |
| Австралія               | Палата представників Австралії                |
| Білорусь                | Палата представників (Білорусь)               |
| Беліз                   | Палата представників (Беліз)                  |
| Боснія і Герцеговина    | Палата представників Боснії і Герцеговини     |
| М'янма                  | Палата представників (М'янма)                 |
| Колумбія                | Палата представників (Колумбія)               |
| Єгипет                  | Палата представників (Єгипет)                 |
| Ефіопія                 | Палата народних представників                 |
| Фіджі                   | Палата представників Фіджі (скасовано у 2013) |
| Гренада                 | Палата представників (Гренада)                |
| Індонезія               | Рада народних представників                   |
| Ірландія                | Дойл Ерен                                     |
| Ямайка                  | Палата представників                          |
| Японія                  | Палата представників Японії                   |
| Ліберія                 | Палата представників Ліберії                  |
| Малайзія                | Деван Ракьят                                  |
| Непал                   | Палата представників (Непал)                  |
| Нідерланди              | Палата представників (Нідерланди)             |
| Нігерія                 | Палата представників (Нігерія)                |
| Філіппіни               | Палата представників Філіппін                 |
| Пуерто-Рико             | Палата представників Пуерто-Рико              |
| Сомаліленд              | Палата представників (Сомаліленд)             |
| Таїланд                 | Палата представників (Таїланд)                |
| Тринідад і Тобаго       | Палата представників (Тринідад і Тобаго)      |
| Сполучені Штати Америки | Палата представників США                      |
| Ємен                    | Палата представників (Ємен)                   |

У наступних країнах, це єдина палата однопалатної системи:
| Кіпр          | Палата представників Кіпру          |
| Мальта        | Палата представників                |
| Нова Зеландія | Палата представників Нової Зеландії |
| Сьєрра-Леоне  | Плата представників                 |

## Субнаціональні законодавчі органи
Палата представників це назва більшості, але не всіх, нижніх палат законодавчих зібрань штатів США. Серед винятків зустрічається «Законодавче зібрання», «Загальне зібрання», або рідше, «Палата делегатів».
У Німеччині, Ландтаг парламент міста та федеральної землі Берлін (раніше Західний Берлін), Палата депутатів також іноді називається палатою представників.
У Танзанії, напівавтономний острів Занзібар має власний законодавчий орган — Палата представників Занзібару.

## Неіснуючі Палати представників
Від 1867 до 1918 року, у Цислейтанії, австрійській частині Австро-Угорської монархії, нижня палата парламенту Ради імперії (нім. Reichsrat), Палата депутатів також іноді називається «Палатою представників». Від 1855 року нижня палата у Ландтагу зібранні Пруссії називалась Палатою депутатів, на відміну від верхньої Палати лордів.
У 1934 році, виборці Небраски ухвалили однопалатну систему розпустивши Палату Представників і передавши її повноваження Сенату.
Кенійська Палата представників була об'єднана з Сенатом у 1966 році, задля створення збільшеного однопалатного парламенту, відомого як Національне зібрання. Сенат було відтворено як верхню палату за результатами Кенійського конституційного референдуму 2010 року.
Палата представників Цейлону (тепер Шрі-Ланка) була нижньою палатою парламенту створеного у 1947 році відповідно до Конституції Соулбурі. У 1972 році Перша республіканська конституція Шрі-Ланки замінила її однопалатним Національним державним зібранням.
Після капітуляції Південного В'єтнаму сили Північного В'єтнаму та В'єтконгу у 1975 році створили Тимчасовий революційний уряд у Сайгоні та розпустили двопалатне національне зібрання, що складалось з Сенату та Палати представників.
Під час апартеїду, Палата представників була палатою для Південно-Африканської громади змішаної раси 'Кольорові', у Трипалатному парламенті від 1984 до 1994 року.
у 1994 році Палата представників парламенту Гамбії була розпущені після державного перевороту під керівництвом Яйя Джамме. Вона була заміщена Національним зібранням відповідно до Конституції Гамбії 1997 року.